# Xantusia bolsonae
Xantusia bolsonae (больсонська нічна ящірка) — вид сцинкоподібних ящірок родини нічних ящірок (Xantusiidae). Ендемік Мексики.

## Поширення і екологія
Больсонські нічні ящірки відомі з типової місцевості, розташованої в околицях Педрісеньї в штаті Дуранго, біля південного краю області Больсон-де-Мапімі, на висоті 1341 м над рівнем моря. Вони живуть серед заростей юки, в тріщинах серед андезитових скель.